# ローズボウル
ローズボウル・ゲーム（英語: Rose Bowl Game）は、アメリカ合衆国カリフォルニア州パサデナのスタジアム、ローズボウルにて毎年元日（一部例外あり）に行われるカレッジフットボールのボウル・ゲームである。

## 概要
通常は1月1日（元日）に、大学のフットボールの対戦として行われる。元日が日曜日にあたる時などには、翌日以降に実施される場合がある。ローズボウルがその年のカレッジフットボール全米No.1決定戦に設定されることもあった。
ローズボウルは最も古いボウル・ゲームである。1902年に最初の試合が、ミシガン大学とスタンフォード大学の間で行われ、ミシガン大が49－0で勝利している。地元のスタンフォード大が大敗したため、1916年まで中断された。
試合会場は、最初はパサデナのトーナメント公園で行われ、1923年からはローズボウル・スタジアムで行われている（1942年のみデューク大学のウォレス・ウェード・スタジアムで開催）。試合は米国太平洋標準時で午後1時に開始される。これは、テレビ放映時間が他のボウル・ゲームと重なる時間を短くするためである。
開始初期には、東部から招待されたチームと、Pacific Coast Conference（一部は、現在のパシフィック12カンファレンスに引き継がれている）のチームとの対戦であったが、1947年以降はビッグ・ナイン・カンファレンス（現在のビッグ・テン・カンファレンス）優勝校とPacific Coast Conference優勝校の対戦の形式になり、Pacific Coast Conferenceが解散した後は、パシフィック・エイト・カンファレンス優勝校が出場している。しかし、1998年にボウル・チャンピオンシップ・シリーズに組み込まれたことにより、2002年にはその伝統を破ってネブラスカ大学（ビッグ12カンファレンス）とマイアミ大学（ビッグ・イースト・カンファレンス＝当時）が対戦した。2014年からはカレッジフットボール・プレーオフの一部として準決勝が本大会に割り当ている。2021年は新型コロナの影響で開催地をテキサス州アーリントンのAT&Tスタジアムで開催された。
スポンサーなしで長年開催されてきたが、1998年にはAT&T提供として、2002年にはプレイステーション2提供として開催された。2003年以降は、シティグループ提供として開催されている。2011年から2014年はVIZIO、2015年から2020年まではノースウェスタン・ミューチュアル、2021年からキャピタル・ワンがスポンサーとなっている。
他のボウル・チャンピオンシップ・シリーズは、2007年から2010年までFOXがテレビ放映権を獲得していたが、ローズボウルのみABCが放映権を保有していた。2011年から2014年までESPNが放映権を獲得した。今は2026年まで保有予定となっている。
アメリカでは非常に関心の高いボウル・ゲームの一つであり、視聴率はワールドシリーズやNBAファイナルに匹敵している。2012年1月に開催されたローズボウルの視聴率は10.2%であり、同年のワールドシリーズ全試合より視聴率が高かった。

## 過去の戦績
斜体 は引き分けを表す。

* はその試合がBCSナショナル・チャンピオンシップ・ゲームであることを表す。
| 試合開催日      | 勝者                  | 勝者     | 敗者                      | 敗者 | 観客動員数 |
| --------------- | --------------------- | -------- | ------------------------- | ---- | ---------- |
| 1902年1月1日    | ミシガン              | 49       | スタンフォード            | 0    | 8,000      |
| 1916年1月1日    | ワシントン州立        | 14       | ブラウン                  | 0    | 7,000      |
| 1917年1月1日    | オレゴン              | 14       | ペンシルベニア            | 0    | 26,000     |
| 1918年1月1日    | メア・アイランド      | 19       | キャンプ・ルイス          | 7    | 25,000     |
| 1919年1月1日    | グレートレイクス      | 17       | メア・アイランド          | 0    | 25,000     |
| 1920年1月1日    | ハーバード            | 7        | オレゴン                  | 6    | 30,000     |
| 1921年1月1日    | カリフォルニア        | 28       | オハイオ州立              | 0    | 42,000     |
| 1922年1月2日    | カリフォルニア        | 0        | ワシントン&ジェファーソン | 0    | 40,000     |
| 1923年1月1日    | USC                   | 14       | ペンシルベニア州立        | 3    | 43,000     |
| 1924年1月1日    | ワシントン            | 14       | 海軍兵学校                | 14   | 40,000     |
| 1925年1月1日    | ノートルダム          | 27       | スタンフォード            | 10   | 53,000     |
| 1926年1月1日    | アラバマ              | 20       | ワシントン                | 19   | 50,000     |
| 1927年1月1日    | スタンフォード        | 7        | アラバマ                  | 7    | 57,417     |
| 1928年1月2日    | スタンフォード        | 7        | ピッツバーグ              | 6    | 65,000     |
| 1929年1月1日    | ジョージア工科        | 8        | カリフォルニア            | 7    | 66,604     |
| 1930年1月1日    | USC                   | 47       | ピッツバーグ              | 14   | 72,000     |
| 1931年1月1日    | アラバマ              | 24       | ワシントン州立            | 0    | 60,000     |
| 1932年1月1日    | USC                   | 21       | テュレーン                | 12   | 75,562     |
| 1933年1月2日    | USC                   | 35       | ピッツバーグ              | 0    | 78,874     |
| 1934年1月1日    | コロンビア            | 7        | スタンフォード            | 0    | 35,000     |
| 1935年1月1日    | アラバマ              | 29       | スタンフォード            | 13   | 84,474     |
| 1936年1月1日    | スタンフォード        | 7        | サザンメソジスト          | 0    | 84,474     |
| 1937年1月1日    | ピッツバーグ          | 21       | ワシントン                | 0    | 87,196     |
| 1938年1月1日    | カリフォルニア        | 13       | アラバマ                  | 0    | 90,000     |
| 1939年1月2日    | USC                   | 7        | デューク                  | 3    | 89,452     |
| 1940年1月1日    | USC                   | 14       | テネシー                  | 0    | 92,200     |
| 1941年1月1日    | スタンフォード        | 21       | ネブラスカ                | 13   | 91,500     |
| 1942年1月1日    | オレゴン州立          | 20       | デューク                  | 16   | 56,000     |
| 1943年1月1日    | ジョージア            | 9        | UCLA                      | 0    | 93,000     |
| 1944年1月1日    | USC                   | 29       | ワシントン                | 0    | 68,000     |
| 1945年1月1日    | USC                   | 25       | テネシー                  | 0    | 91,000     |
| 1946年1月1日    | アラバマ              | 34       | USC                       | 14   | 93,000     |
| 1947年1月1日    | イリノイ              | 45       | UCLA                      | 14   | 90,000     |
| 1948年1月1日    | ミシガン              | 49       | USC                       | 0    | 93,000     |
| 1949年1月1日    | ノースウェスタン      | 20       | カリフォルニア            | 14   | 93,000     |
| 1950年1月2日    | オハイオ州立          | 17       | カリフォルニア            | 14   | 100,963    |
| 1951年1月1日    | ミシガン              | 14       | カリフォルニア            | 6    | 98,939     |
| 1952年1月1日    | イリノイ              | 40       | スタンフォード            | 7    | 96,825     |
| 1953年1月1日    | USC                   | 7        | ウィスコンシン            | 0    | 101,500    |
| 1954年1月1日    | ミシガン州立          | 28       | UCLA                      | 20   | 101,000    |
| 1955年1月1日    | オハイオ州立          | 20       | USC                       | 7    | 89,191     |
| 1956年1月2日    | ミシガン州立          | 17       | UCLA                      | 14   | 100,809    |
| 1957年1月1日    | アイオワ              | 35       | オレゴン州立              | 19   | 97,126     |
| 1958年1月1日    | オハイオ州立          | 10       | オレゴン                  | 7    | 98,202     |
| 1959年1月1日    | アイオワ              | 38       | カリフォルニア            | 12   | 98,297     |
| 1960年1月1日    | ワシントン            | 44       | ウィスコンシン            | 8    | 100,809    |
| 1961年1月2日    | ワシントン            | 17       | ミネソタ                  | 7    | 97,314     |
| 1962年1月2日    | ミネソタ              | 21       | UCLA                      | 3    | 98,214     |
| 1963年1月1日    | USC                   | 42       | ウィスコンシン            | 37   | 98,698     |
| 1964年1月1日    | イリノイ              | 17       | ワシントン                | 7    | 96,957     |
| 1965年1月1日    | ミシガン              | 34       | オレゴン州立              | 7    | 100,423    |
| 1966年1月1日    | UCLA                  | 14       | ミシガン州立              | 12   | 100,087    |
| 1967年1月2日    | パデュー              | 14       | USC                       | 13   | 100,807    |
| 1968年1月1日    | USC                   | 14       | インディアナ              | 3    | 102,946    |
| 1969年1月1日    | オハイオ州立          | 27       | USC                       | 16   | 102,063    |
| 1970年1月1日    | USC                   | 10       | ミシガン                  | 3    | 103,878    |
| 1971年1月1日    | スタンフォード        | 27       | オハイオ州立              | 17   | 103,839    |
| 1972年1月1日    | スタンフォード        | 13       | ミシガン                  | 12   | 103,154    |
| 1973年1月1日    | USC                   | 42       | オハイオ州立              | 17   | 106,869    |
| 1974年1月1日    | オハイオ州立          | 42       | USC                       | 21   | 105,267    |
| 1975年1月1日    | USC                   | 18       | オハイオ州立              | 17   | 106,721    |
| 1976年1月1日    | UCLA                  | 23       | オハイオ州立              | 10   | 105,464    |
| 1977年1月1日    | USC                   | 14       | ミシガン                  | 6    | 106,182    |
| 1978年1月2日    | ワシントン            | 27       | ミシガン                  | 20   | 105,312    |
| 1979年1月1日    | USC                   | 17       | ミシガン                  | 10   | 105,629    |
| 1980年1月1日    | USC                   | 17       | オハイオ州立              | 16   | 105,526    |
| 1981年1月1日    | ミシガン              | 23       | ワシントン                | 6    | 104,863    |
| 1982年1月1日    | ワシントン            | 28       | アイオワ                  | 0    | 105,611    |
| 1983年1月1日    | UCLA                  | 24       | ミシガン                  | 14   | 104,991    |
| 1984年1月2日    | UCLA                  | 45       | イリノイ                  | 9    | 103,217    |
| 1985年1月1日    | USC                   | 20       | オハイオ州立              | 17   | 102,594    |
| 1986年1月1日    | UCLA                  | 45       | アイオワ                  | 28   | 103,292    |
| 1987年1月1日    | アリゾナ州立          | 22       | ミシガン                  | 15   | 103,168    |
| 1988年1月1日    | ミシガン州立          | 20       | USC                       | 17   | 103,847    |
| 1989年1月2日    | ミシガン              | 22       | USC                       | 14   | 101,688    |
| 1990年1月1日    | USC                   | 17       | ミシガン                  | 10   | 103,450    |
| 1991年1月1日    | ワシントン            | 46       | アイオワ                  | 34   | 101,273    |
| 1992年1月1日    | ワシントン            | 34       | ミシガン                  | 14   | 103,566    |
| 1993年1月1日    | ミシガン              | 38       | ワシントン                | 31   | 94,236     |
| 1994年1月1日    | ウィスコンシン        | 21       | UCLA                      | 16   | 101,237    |
| 1995年1月2日    | ペン・ステート        | 38       | オレゴン                  | 20   | 102,247    |
| 1996年1月1日    | USC                   | 41       | ノースウェスタン          | 32   | 100,102    |
| 1997年1月1日    | オハイオ州立          | 20       | アリゾナ州立              | 17   | 100,635    |
| 1998年1月1日    | ミシガン              | 21       | ワシントン州立            | 16   | 101,219    |
| 1999年1月1日    | ウィスコンシン        | 38       | UCLA                      | 31   | 93,872     |
| 2000年1月1日    | ウィスコンシン        | 17       | スタンフォード            | 9    | 93,731     |
| 2001年1月1日    | ワシントン            | 34       | パデュー                  | 24   | 94,392     |
| 2002年1月3日BCS | マイアミ              | 37       | ネブラスカ                | 14   | 93,781     |
| 2003年1月1日    | オクラホマ            | 34       | ワシントン州立            | 14   | 86,848     |
| 2004年1月1日    | USC                   | 28       | ミシガン                  | 14   | 93,849     |
| 2005年1月1日    | テキサス              | 38       | ミシガン                  | 37   | 93,468     |
| 2006年1月4日BCS | テキサス              | 41       | USC                       | 38   | 93,986     |
| 2007年1月1日    | USC                   | 32       | ミシガン                  | 18   | 93,852     |
| 2008年1月1日    | USC                   | 49       | イリノイ                  | 17   | 93,923     |
| 2009年1月1日    | USC                   | 38       | ペン・ステート            | 24   | 93,293     |
| 2010年1月1日BCS | オハイオ州立          | 26       | オレゴン                  | 17   | 93,963     |
| 2011年1月1日    | TCU                   | 21       | ウィスコンシン            | 19   | 94,118     |
| 2012年1月2日    | オレゴン              | 45       | ウィスコンシン            | 38   | 91,245     |
| 2013年1月1日BCS | スタンフォード        | 20       | ウィスコンシン            | 14   | 93,359     |
| 2014年1月1日    | ミシガン州立          | 24       | スタンフォード            | 20   | 95,173     |
| 2015年1月1日SF  | オレゴン              | 59       | フロリダ州立              | 20   | 91,322     |
| 2016年1月1日    | スタンフォード        | 45       | アイオワ                  | 16   | 94,268     |
| 2017年1月2日    | USC                   | 52       | ペン・ステート            | 49   | 95,128     |
| 2018年1月1日SF  | ジョージア            | 54 (2OT) | オクラホマ                | 48   | 92,844     |
| 2019年1月1日    | オハイオ州立          | 28       | ワシントン                | 23   | 91,853     |
| 2020年1月1日    | オレゴン              | 28       | ウィスコンシン            | 27   | 90,462     |
| 2021年1月1日 SF | #1 アラバマ           | 31       | #4 ノートルダム           | 14   | 18,373     |
| 2022年1月1日    | #6 オハイオ州立       | 48       | #11 ユタ                  | 45   | 87,842     |
| 2023年1月2日    | #9 ペンシルベニア州立 | 35       | #7 ユタ                   | 21   | 94,873     |
| 2024年1月1日SF  | #1 ミシガン           | 27 (OT)  | #5 アラバマ               | 20   | 96,371     |
| 2025年1月1日QF  | #6 オハイオ州立       | 41       | #1 オレゴン               | 21   | 90,732     |

Source:
^BCS BCSナショナル・チャンピオンシップ・ゲームとして行われた。
^QF カレッジフットボール・プレーオフ 準々決勝として行われた。
^SF カレッジ・フットボール・プレーオフ準決勝として行われた。
1. ↑  真珠湾攻撃の影響で西海岸での観客入場が制限されたため、ノースカロライナ州ダーラムのデュークスタジアムで行われた。
2. ↑  COVID-19パンデミックの影響でファンの入場許可がカリフォルニア州から降りなかったため、テキサス州アーリントンのAT&Tスタジアムに会場変更された。